# Zhang Zhan
Compléments
Chaine Youtube
Zhang Zhan (chinois simplifié : 张展 ; chinois traditionnel : 張展 ; pinyin : Zhāng Zhǎn)), née le 2 septembre 1983 en République populaire de Chine, à Xianyang (province de Shaanxi), est une avocate et lanceuse d'alerte chinoise.
Devenue lauréate de Reporter Sans Frontières pour la Liberté de la presse, elle est incarcérée pour avoir publié sur le Web des vidéos sur l'épidémie de SARS-CoV-2 à Wuhan dès le début de la pandémie de Covid-19,. Le 28 décembre 2020, elle est condamnée à quatre ans de prison pour « provocation aux troubles » et diffusion de fausses informations sur les réseaux sociaux à la suite de la mise en ligne de plusieurs séries de vidéos prises autour de l'hôpital et de l'Institut de virologie de Wuhan. Elle bénéficie du soutien de l'Union européenne.

## Biographie

### Parcours
Après un baccalauréat d'économie obtenu à l'Université d'économie et de finance du Sud-Ouest (Chengdu), elle entame des études de Droit. Sa formation de juriste lui permet alors de pratiquer la profession d'avocate. Mais elle est radiée du barreau en raison de sa participation à des activités de protection des droits. Son nom est associé au mouvement de défense des droits humains Weiquan, d'après la version anglaise de sa fiche Wikipédia.
Avec l'avènement d'Internet en Chine, Zhang Zhan décide de tenir un blog et de devenir « journaliste citoyenne ». Elle monte sa chaîne Youtube et un ouvre un compte Twitter avant d'être censurée par le gouvernement à cause de son activisme.

### Lanceuse d'alerte
Zhan Zhang est arrêtée pour avoir rendu compte de plusieurs événements polémiques lors de la première période de quarantaine à Wuhan, berceau du nouveau coronavirus début 2020. Fervente chrétienne, elle déclare a posteriori que « c'était la volonté de Dieu [qu'elle] y aille, afin que le monde entier sache la vérité ».
En février 2020, elle se rend dans la capitale du Hubei —- alors en proie à l'épidémie de Covid-19 — pour diffuser ses reportages sur les réseaux sociaux, en particulier  sur les conditions chaotiques de l'hôpital de Wuhan. Elle écrit des articles  critiquant les réponses du gouvernement concernant le confinement strict de millions de personnes.
Dans cinq vidéos publiées le 26 février 2020, elle filme l'extérieur de l'Institut de virologie de Wuhan, alors entouré de clôtures électriques à haute tension et géré par l'armée, soupçonnant celui-ci d'être à l'origine du coronavirus),.
Pour Radio Free Asia, les vidéos tournées par Zhang Zhan « n’étaient même pas particulièrement percutantes, étant réalisées par une novice ».
Mais dans ce cadre, elle fait partie des citoyens chinois qui ont enquêté sur le sujet, ont été censurés et, dans certains cas, ont « disparu ».
Elle a également soutenu les manifestations à Hong-Kong.

### Détention provisoire
Dans une vidéo qu'elle a mise en ligne le 12 mai 2020, la veille de son arrestation, un policier l’interpelle de manière virulente de la sorte : « Êtes-vous journaliste? Je vous le demande ! … Vous allez devoir assumer la responsabilité de toutes les photos que vous avez prises aujourd'hui! ». Elle est arrêtée quelques heures plus tard le 13 mai 2020. Le média local South China Morning Post a révélé que la famille de Zhang Zhan n'avait appris sa détention que le vendredi 19 juin 2020, soit cinq semaines plus tard.
L'ordonnance du tribunal (lue par l'Agence France-Presse) dispose que Zhang est sous les arrêts le 13 mai 2020 pour «provocation aux troubles», une incrimination souvent utilisée en République populaire de Chine à l'égard des opposants.
Dans un article qu'elle a publié en ligne, Zhang Zhan a pointé à  Wuhan « de graves violations des droits de l'homme » concernant la gestion de la pandémie de la Covid-19 et les autorités voudraient l'obliger à admettre sa culpabilité ; ce qu'elle semble refuser.
Incarcérée à Shanghai, Zhang Zhan entamera une grève de la faim dans l'attente de son audience. Elle sera perfusée de force et on lui interdira d'enlever la perfusion en question selon son avocat. Celui-ci aura écrit dans une note diffusée sur les réseaux sociaux mentionnant que l'état de santé de sa cliente est extrêmement mauvais. Elle souffrirait de maux de tête, d'étourdissements et de maux d'estomac et « détenue 24 heures sur 24, elle a besoin d'aide pour aller aux toilettes ». Par ailleurs, elle aurait été torturée au-cours de sa détention.
Elle doit être jugée devant le tribunal populaire du Nouveau District de Pudong, à Shanghai,  le 28 décembre 2020 expliquera son avocat, Zhang Keke.

### Procès et détention
Zhang Zhan est jugée le 28 décembre 2020,.
Elle est la première personne condamnée par la République populaire de Chine pour avoir diffusé une information indépendante sur la ville qui a été à l'épicentre du nouveau coronavirus.
À Shanghai, la police a imposé des mesures de sécurité strictes à l’extérieur du tribunal où le procès s’est ouvert sept mois après la détention de Zhang. Une dizaine de diplomates étrangers et de partisans de cette journaliste citoyenne ont voulu, sans succès, entrer dans le tribunal de Shanghai où se tenait le procès, mais la police les a repoussés ainsi que les journalistes.
C'est pour « provocation aux troubles » de Zhan Zhang a été finalement condamnée.
Ses courtes vidéos YouTube sont des entretiens avec des résidents, des commentaires et des images d'un crématorium, de gares, des hôpitaux et de l'Institut de virologie de Wuhan. Pour cette raison, le parquet avait demandé une peine de quatre à cinq ans de prison pour « avoir publié à plusieurs reprises un grand nombre de fausses informations » et avoir accepté des entretiens avec des médias étrangers pour exagérer de façon malveillante la situation du coronavirus à Wuhan[réf. souhaitée].
L'autre avocat de Zhang Zhan, Ren Quanniu a déclaré « Nous ferons probablement appel »  après avoir dit devant la cour « Mme Zhang pense qu'elle est persécutée pour avoir exercé sa liberté d'expression ».
Zhang Zhan qui est apparue à l'audience complètement épuisée et en fauteuil roulant s'est effondrée à l'annonce du verdict.
Zhang Zhan fait partie des quatorze reporters encore derrière les barreaux en décembre 2020 en Chine,.
En grève de la faim depuis sa condamnation à 4 ans de prison en décembre 2020, elle est alimentée de force par sonde nasale selon ses avocats. Très amaigrie, elle «risque de ne plus vivre très longtemps», selon son frère Zhang Ju. Selon France 24 et sa famille, Zhang Zhan est en danger et serait proche de la mort car elle a entamé une grève de la faim.
Le 29 décembre 2020, soit 24 heures après le verdict, l'Union européenne demande solennellement à la Chine la libération immédiate de Zhang Zhan.
En mai 2024, Zhang Zhan déclare dans une courte vidéo, avoir été libérée de prison le 13 mai 2024.